# Raman Chibsah
Yussif Raman Chibsah (ur. 10 marca 1993 w Akrze) – ghański piłkarz występujący na pozycji pomocnika we włoskim klubie Caratese. Wychowanek Juventusu, w trakcie swojej kariery grał także w takich zespołach, jak Parma, Sassuolo, Frosinone, Benevento, Gaziantep oraz VfL Bochum. Dwukrotny reprezentant Ghany.